# Phytomyza schuetzei
Phytomyza schuetzei este o specie de muște din genul Phytomyza, familia Agromyzidae, descrisă de Erich Martin Hering în anul 1955.
Este endemică în Germania. Conform Catalogue of Life specia Phytomyza schuetzei nu are subspecii cunoscute.